# Famille Milesio
 (juillet 2024).
La famille Milesio est une famille patricienne de Venise, originaire de Trébizonde.

## Historique
La noblesse de Venise est accordée ad personam au cardinal Bessarione Milesio, patriarche latin de Constantinople et cardinal de San Sabina.
La famille s'éteint en 1472.

## Armes

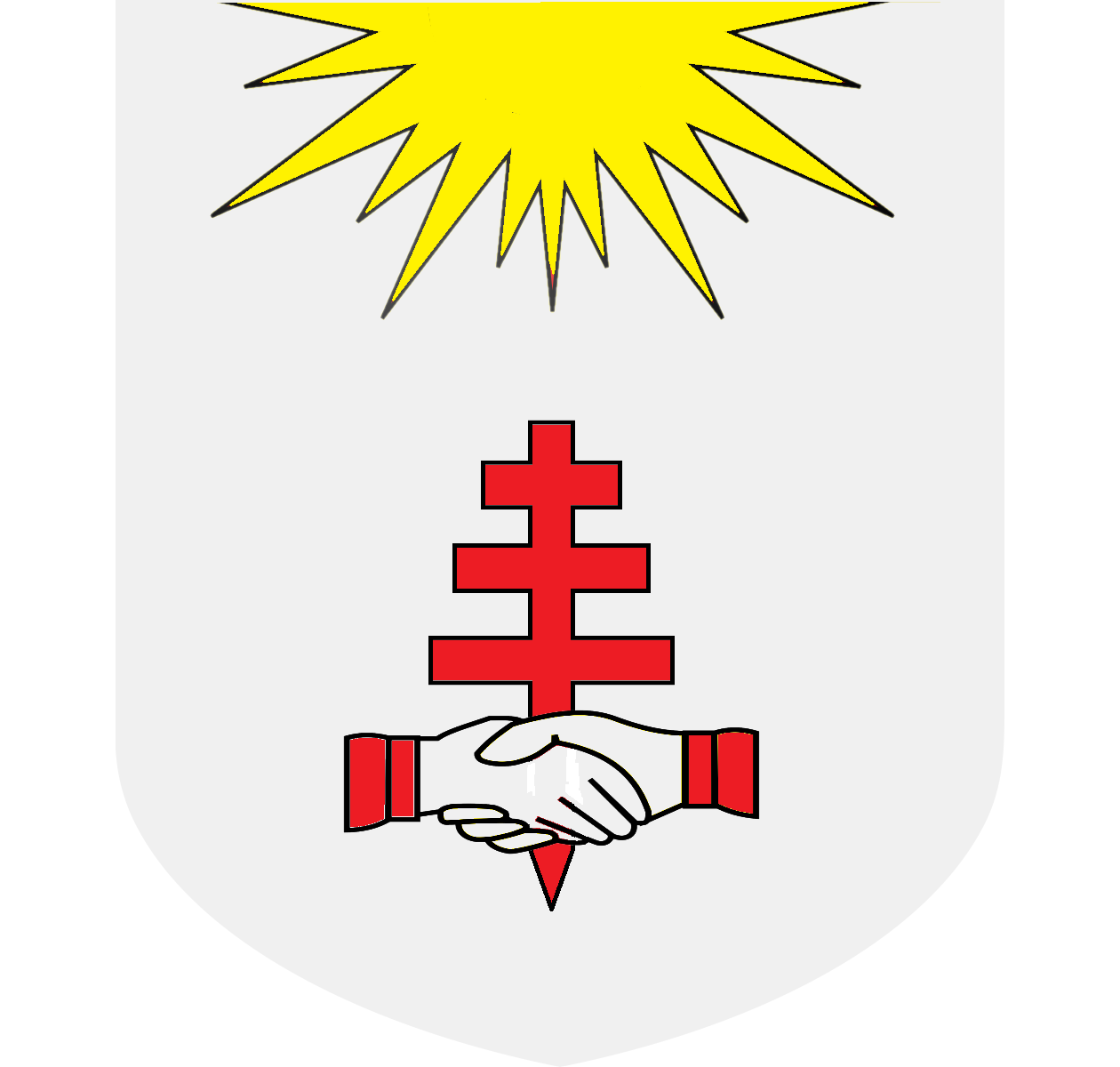
Armes des Milesio

Les armes des Milesio se blasonnent ainsi : d'argent à une Foi parée de gueules les mains de carnation tenant ensemble une croix de trois traverses de gueules au pied fiché surmontée de rayons d'or mouvants du chef.